# 정적 웹 페이지

정적 웹 페이지는 저장된 그대로 사용자에게 전달된다.

정적 웹 페이지(static web page), 플랫 페이지(flat page, 스테이셔너리 페이지(stationary page)는 저장된 그대로 사용자에게 전달되는 웹 페이지로서, 이는 웹 애플리케이션에 의해 생성되는 동적 웹 페이지와 반대되는 용어이다.
즉, 정적 웹 페이지는 모든 상황에서 모든 사용자에게 동일한 정보를 표시하며, 콘텐츠 타입이나 문서 언어의 협상(negotiate)을 위해 웹 서버의 현대적 기능에 종속된다.

## 개요
정적 웹 페이지는 HTML 문서이기도 하며 파일 시스템의 파일들로 저장되며 HTTP를 통해 웹 서버에 의해 이용할 수 있게 된다. (그럼에도 불구하고 ".html"로 끝나는 URL이라고 하여 무조건 정적인 것은 아니다) 그러나 이 용어를 느슨하게 해석하면 데이터베이스에 저장된 웹 페이지를 포함할 수도 있으며 서비스되는 페이지에 변화가 없고 저장된 그대로 표출되는 데 한정하여, 템플릿을 사용하여 서식화되고 애플리케이션 서버를 통해 서비스되는 페이지를 포함할 수도 있다.
정적 웹 페이지들은 업데이트를 전혀 하지 않거나 거의 할 필요가 없는 내용에 적절하지만 현대의 정적 사이트 생성기들은 변화하고 있다. 수많은 정적 페이지들을 파일로 관리하는 일은 웹 템플릿 시스템에 기술되는 "정적 사이트 생성기"와 같은 자동화된 도구 없이는 비현실적이다. 정적 페이지를 관리하는 또다른 방법에는 온라인 컴파일 소스 코드 플레이그라운드를 포함하는 것이며, 이를테면 GatsbyJS, 깃허브를 사용하여 워드프레스 사이트를 정적인 웹 페이지로 이관할 수 있다. 모든 개인화 또는 상호활동은 제한적이지만 클라이언트 측에서 실행되어야 한다.